# Kang Kyung Won
Pour les articles homonymes, voir Won.
Kang Kyung Won, né le 24 septembre 1973 à Séoul, est un bodybuilder sud-coréen.

## Biographie
Kang Kyun Won naît en 1973 à Séoul où il obtient son bac à l'université d’Incheon. Il commence le culturisme en 1989, à l’âge de seulement 16 ans. 
En 1999, il remporte Mr Korea 1999. Kang mesure 1,72 m pour 89 kg en compétition.